# Зубрицкий, Никодим

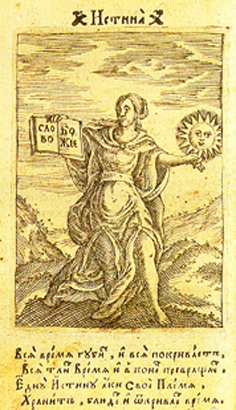
Гравюра Никодима Зубрицкого в книге «Ифика Иерополитика» 1712 года.

Никоди́м Зубри́цкий (г. р. неизвестен — 1724) — украинский гравёр по дереву и меди.
Родился на Львовщине в селе Зебря или Зубрцы. О молодых годах его жизни сведений нет. Вероятно, он принял монашеский постриг и принял имя Никодим. Уже в 1688 году выполнял гравюры для Креховского монастыря. В 1691 году переехал во Львов, где занимался украшением «Служебника», вышедшего в местной православной типографии. После этого выполнял заказы Унивского и Львовского монастырей. В 1696 году гравировал «Евангилие учительное» и «Апостола». Выполняет небольшие гравюры для акафистов. В 1700 году по заказу монастыря Святой Екатерины на Синае иллюстрировал первое на Украине издание «Ирмология». В 1704 году переехал в Почаевскую лавру. Здесь он создал шедевр историко-батального жанра «Осада Почаева турками», воссоздав произведение художника Анатолия. В 1705 году по приглашению гетмана Ивана Мазепы Зубрицкий переехал в Киев, где стал иеромонахом Киево-Печерской лавры.
С 1705 до 1712 года работал над 67 гравюрами к изданию печатного морально-дидактического сборника «Ифика Иерополитика». В 1712 году переехал в Чернигов, где выполнял заказы местных монастырей и церквей, сотрудничал с местной типографией. В 1717 году иллюстрировал «Новый завет». Впоследствии вернулся в Киев, где и умер в 1724 году.
Творческое наследие Никодима Зубрицкого насчитывает более 400 произведений, из которых около 360 гравюр имеют религиозные сюжеты. Это книжные иллюстрации, различные типы украшений, эстампы, выполненные техникой ксилографии, медерита и офорта. Творчески переосмысливал образцы западных гравюр, сюжеты которых были заимствованы из античной истории, мифологии, Библии, существенно дополнив их образами украинской литературы и фольклора.